# Coupe du Trône 2017
De Coupe du Trône 2017 is de 61ste editie van het toernooi om de Beker van Marokko. De finale wordt dit jaar op zaterdag 18 november 2017 gehouden in Stade Moulay Abdallah te Rabat. Raja Casablanca won dit jaar de Coupe du Trone, dit door na een penaltyreeks Difaa El Jadida te verslaan.

## Voorronde
| Datum       | Thuisploeg                  | Eindstand | Uitploeg                      |
| ----------- | --------------------------- | --------- | ----------------------------- |
| 20 mei 2017 | Club Chabab Mrirt (3)       | 1-3       | Raja Sportive Arfoud (4)      |
| 20 mei 2017 | TAS de Casablanca (3)       | 6-3       | Wydad de Fès (3)              |
| 20 mei 2017 | Olympique Phosboucraa (4)   | 3-0       | Renaissance de Settat (4)     |
| 25 mei 2017 | Mouloudia Oujda (2)         | 2-1       | Qods Sportive Taza (4)        |
| 25 mei 2017 | Stade Marocain (3)          | 2-1       | Wydad Témara (2)              |
| 25 mei 2017 | US Sidi Kacem (2)           | 3-2       | Chabab Larache (3)            |
| 25 mei 2017 | US Témara (3)               | 4-2       | AlFath Ouislane (4)           |
| 25 mei 2017 | Wydad de Fès (2)            | 2-1       | IZ Khémisset (2)              |
| 25 mei 2017 | Youssoufia Berrechid (2)    | 0-1       | Raja de Beni Mellal (2)       |
| 25 mei 2017 | Rachad Bernoussi (2)        | 3-2       | ASS Najah Sportive Agadir (3) |
| 25 mei 2017 | Chabab Houara (3)           | 2-0       | Union Aït Melloul (3)         |
| 25 mei 2017 | Club Chabab Riadi Salmi (3) | 1-0       | Raja de Beni Mellal (2)       |
| 25 mei 2017 | Jeunesse Massira (2)        | 0-3       | CR Khemis Zemamra (3)         |
| 25 mei 2017 | Olympique Dcheira (2)       | 3-2       | Racing Casablanca (2)         |
| 25 mei 2017 | Olympique Marrakech (3)     | 1-0       | Rachad Bernoussi (2)          |
| 25 mei 2017 | Rapide Oued Zem (1)         | 4-1       | Hilal Tarrast (3)             |
| 26 mei 2017 | Maghreb Fez (2)             | 1-3       | AS Salé (3)                   |

## Zestiende finale
Wordt aan gewerkt.
| Wedstrijd | Thuisploeg                 | Eindstand | Uitploeg                     | Heen | Terug |
| --------- | -------------------------- | --------- | ---------------------------- | ---- | ----- |
| 1         | Olympique Safi (1)         | 11-2      | Olympique Marrakech (3)      | 4-1  | 7-1   |
| 2         | Wydad Témara (2)           | 4-5       | US Sidi Kacem (2)            | 2-2  | 2-3   |
| 3         | FUS Rabat (1)              | 6-2       | Racing Casablanca (2)        | 2-1  | 4-1   |
| 4         | Fath Wislan Meknes (4)     | 3-3       | KAC Kenitra (1)              | 3-1  | 0-2   |
| 5         | Difaa El Jadida (1)        | 3-3       | Raja Casablanca (1)          | 1-1  | 2-2   |
| 6         | Youssoufia Berrechid (2)   | 1-5       | Amal Souk Sebt (3)           | 0-2  | 1-3   |
| 7         | Jeunesse Massira (2)       | 4-3       | Raja de Beni Mellal (2)      | 2-1  | 2-2   |
| 8         | Rachad Bernoussi (2)       | 1-4       | RSB Berkane (1)              | 1-1  | 0-3   |
| 9         | Maghreb Fez (1)            | 10-2      | US Témara (2)                | 4-1  | 6-1   |
| 10        | Amal Tiznit (3)            | 0-7       | Wydad Casablanca (1)         | 0-5  | 0-2   |
| 11        | Hassania Lazaret Oujda (4) | 3-3       | Chabab Rif Al Hoceima (1)    | 0-1  | 3-2   |
| 12        | Mouloudia Oujda (1)        | 1-4       | FAR Rabat (1)                | 0-3  | 1-1   |
| 13        | IZK Khémisset (1)          | 2-1       | RS Martil                    | 1-1  | 1-0   |
| 14        | Club Raja Jadida (4)       | 2-7       | Hassania Agadir (1)          | 0-3  | 2-4   |
| 15        | IR Tanger (1)              | 4-2       | Moghreb Athletic Tétouan (1) | 4-0  | 0-2   |
| 16        | Kawkab Marrakech           | 1-2       | Olympique Khouribga          | 1-2  | 0-0   |

## Achtste finale
| Wedstrijd | Thuisploeg                | Eindstand | Uitploeg                  | Heen | Terug |
| --------- | ------------------------- | --------- | ------------------------- | ---- | ----- |
| 17        | TAS de Casablanca (2)     | 2-4       | JS de Kasbat Tadla (1)    | 2-4  | 0-0   |
| 18        | Wydad Casablanca (1)      | 0-0       | RSB Berkane (1)           | 0-0  | 1-2   |
| 19        | AS Salé (2)               | 1-2       | Chabab Rif Al Hoceima (1) | 0-2  | 1-0   |
| 20        | Difaa El Jadida (1)       | 1-1       | IR Tanger (1)             | 0-0  | 1-1   |
| 21        | FAR Rabat (1)             | 5-1       | Chabab Salmi (4)          | 4-0  | 1-1   |
| 22        | Rapide Oued Zem (2)       | 1-2       | Olympique Khouribga (1)   | 1-0  | 0-2   |
| 23        | Raja Casablanca (1)       | 0-0       | FUS Rabat (1)             | 0-0  | 2-1   |
| 24        | Chabab Atlas Khénifra (1) | 2-2       | Hassania Agadir (1)       | 0-1  | 2-1   |

## Kwart finale
Op 11 en 12 oktober worden de heen wedstrijden gespeeld.
De terugwedstrijden worden gespeeld op 14 en 15 oktober
| Wedstrijd | Thuisploeg                | Eindstand | Uitploeg                  | Heen | Terug |
| --------- | ------------------------- | --------- | ------------------------- | ---- | ----- |
| 25        | FAR Rabat (1)             | 5-1       | Olympique Khouribga (1)   | 2-0  | 3-1   |
| 26        | JS de Kasbat Tadla (1)    | 0-5       | RSB Berkane (1)           | 0-1  | 0-4   |
| 27        | Chabab Rif Al Hoceima (1) | 2-3       | Difaa El Jadida (1)       | 2-1  | 0-2   |
| 28        | Raja Casablanca (1)       | 7-1       | Chabab Atlas Khénifra (1) | 5-1  | 2-0   |

## Halve finale
Op 17 en 18 oktober worden de heen wedstrijden gespeeld.
De terugwedstrijden worden gespeeld op 24 en 25 oktober
| Wedstrijd | Thuisploeg      | Eindstand | Uitploeg            | Heen | Terug |
| --------- | --------------- | --------- | ------------------- | ---- | ----- |
| 29        | FAR Rabat (1)   | 1-1       | Raja Casablanca (1) | 1-1  | 0-0   |
| 30        | RSB Berkane (1) | 3-4       | Difaa El Jadida (1) | 0-0  | 3-4   |

### Finale
|                            |                              |               |                                |                                                                                           |
| 18 november 2017 17:00 UTC | Difaa El Jadida              | 1–1 (1-3 PEN) | Raja Casablanca                | Stade Moulay AbdAllah, Rabat Toeschouwers: 60.000 Scheidsrechter: Hicham Tiyazi (Marokko) |
| 18 november 2017 17:00 UTC | Hamid Ahadad 59' (p)         |               | 28' Mouhcine Iajour            | Stade Moulay AbdAllah, Rabat Toeschouwers: 60.000 Scheidsrechter: Hicham Tiyazi (Marokko) |
| 18 november 2017 17:00 UTC | Strafschoppen                |               |                                | Stade Moulay AbdAllah, Rabat Toeschouwers: 60.000 Scheidsrechter: Hicham Tiyazi (Marokko) |
| 18 november 2017 17:00 UTC | Nanah Ngah Bamaamar Hadhoudi | 1 - 3         | Achchakir Iajour Benoun Erraki | Stade Moulay AbdAllah, Rabat Toeschouwers: 60.000 Scheidsrechter: Hicham Tiyazi (Marokko) |

| Difaa El Jadida | Raja Casablanca |

| Difaa El Jadida: |    |                       |     |     |
|                  |    |                       |     |     |
| GK               | 12 | Yahia El Filali       |     |     |
| RB               | 40 | Tarik Astati          |     |     |
| CB               | 20 | Marouane Hadhoudi     |     |     |
| CB               | 5  | Youssef Aguerdoum     |     |     |
| LB               | 2  | Fabrice Gael Ngah     |     |     |
| RM               | 11 | Bilal Al Magri        |     | 88' |
| CM               | 8  | Mohammed Ali Bemammer | 15' |     |
| CM               | 42 | Adil El Hassnaoui     |     |     |
| LM               | 94 | Adnane El Ouardy      |     | 73' |
| CF               | 9  | Ayoub Nanah           |     |     |
| CF               | 22 | Hamid Ahadad          |     | 83' |
| Wisselspelers:   |    |                       |     |     |
| CF               | 27 | Saimon Msuva          |     | 73' |
|                  |    |                       |     |     |
| CF               | 29 | Youness Hawassi       |     | 83' |
| CB               | 3  | Chouaib El Maftoul    |     | 88' |
| Coach:           |    |                       |     |     |
| Abderrahim Taleb |    |                       |     |     |

| Raja Casablanca:    |    |                      |      |      |
|                     |    |                      |      |      |
| GK                  | 1  | Anas Zniti           |      |      |
| RB                  | 25 | Omar Boutayeb        | 89'  |      |
| CB                  | 13 | Badr Benoun          |      |      |
| CB                  | 5  | Jawad El Yamiq       | 58'  |      |
| LB                  | 21 | Adil Karrouchy       |      |      |
| CM                  | 99 | Issam Erraki         |      |      |
| AM                  | 55 | Abderrahim Achchakir |      |      |
| CM                  | 14 | Lema Mabidi          | 118' |      |
| RV                  | 7  | Zakaria Hadraf       | 38'  |      |
| CF                  | 9  | Mouhcine Iajour      |      |      |
| LV                  | 18 | Abdelilah Hafidi     | 118' |      |
| Wisselspelers:      |    |                      |      |      |
| CF                  | 24 | Mahmoud Benhalib     |      | 89'  |
| CV                  | 16 | Mohamed Oulhaj       |      | 118' |
| CM                  | 96 | Walid Sabbar         |      | 118' |
| Coach:              |    |                      |      |      |
| Juan Carlos Garrido |    |                      |      |      |

## Winnaar
| Winnaar Coupe du Trône 2017 Raja Casablanca 8e titel |